# Boletus obscuratus
Boletus obscuratus är en svampart som först beskrevs av Rolf Singer, och fick sitt nu gällande namn av J. Blum 1969. Boletus obscuratus ingår i släktet rörsoppar och familjen Boletaceae.   Inga underarter finns listade i Catalogue of Life.